# Aphycoides marginalis
Aphycoides marginalis is een vliesvleugelig insect uit de familie Encyrtidae. De wetenschappelijke naam is voor het eerst geldig gepubliceerd in 2009 door Li, Lang & Ma.